# Vie ottiche
Le vie ottiche sono rappresentate dalle vie nervose che trasmettono la sensibilità della vista dagli occhi fino all'area della corteccia cerebrale deputata all'integrazione di dati visivi. Sono perciò le vie nervose che ci permettono di "acquisire" un'immagine, che verrà elaborata dall'encefalo, e con l'aiuto di altri sistemi (muscolatura intrinseca ed estrinseca degli occhi, muscolo sfintere della pupilla, muscolo ciliare e relativa innervazione) ci permette di "vedere".
Nella retina si trovano i fotorecettori dati dalle cellule dei coni e dei bastoncelli, che possono essere ritenuti come neuroni altamente modificati. Essi entrano in sinapsi con le cellule bipolari, degli interneuroni, che a loro volta contraggono sinapsi con le cellule multipolari, i quali assoni formeranno le fibre che costituiscono il nervo ottico. Le fibre originate da dati nervi si raggruppano in tre tipi di fibre:
- Fibre maculari: sono deputate alla visione distinta e provengono dalla macula. All'interno del chiasma ottico si incrociano al 50% (metà fibre proveniente da un occhio passa nel tratto ottico opposto)

- Fibre temporali: provengono dal lato temporale (esterno) dell'occhio. Non si incrociano nel chiasma ottico.

- Fibre nasali: provengono dal lato dell'occhio vicino al naso. Si incrociano totalmente.

Il nervo ottico raggiunge quindi il chiasma ottico, posto sulla faccia superiore del corpo dell'osso sfenoide. Da questo di formano i 2 tratti ottici che conducono le fibre ai due corpi genicolati laterali, due formazioni nucleari del metatalamo. Da qui le fibre(che compongono la radiazione ottica) raggiungono l'area visiva primaria, nel lobo occipitale, rappresentata per buona parte dai labbri della scissura calcarina. I fasci provenienti dai corpi genicolati raggiungono i labbri di tale scissura in modo molto ordinato e specifico, in modo che ogni tipo di fibra sia esclusivamente proiettato a una specifica regione corticale.
Dai corpi genicolati laterali la radiazione ottica può raggiungere anche l'ipotalamo e i tubercoli quadrigemini superiori (formazioni nucleari del mesencefalo) formando i fasci tetto-spinali, diretti ai motoneuroni del midollo spinale, che possono permettere un'attività motoria riflessa in base a stimoli visivi.